# Nicéforo Focas Baritráquelo
Nicéforo Focas (em grego: Νικηφόρος Φωκᾶς; romaniz.: Nikephóros Phokas), chamado Baritráquelo (em grego: Βαρυτράχηλος; romaniz.: Barytráchelos;  lit. "pescoço denso"; em armênio/arménio: Cṙ[a]viz; em georgiano: წარვეზი; romaniz.: Ts'arvezi; lit. "pescoço torto"), foi um aristocrata e magnata bizantino dos séculos X e XI, o último membro da família Focas a tentar reclamar o trono imperial. Era filho do general Bardas Focas, o Jovem e sobrinho-neto do imperador Nicéforo II Focas (r. 963–969).
Ele desempenhou papel ativo na fracassada rebelião de seu pai contra Basílio II Bulgaróctono (r. 976–1025) em 987-989 e depois da morte dele, procurou auxiliar Bardas Focas, o Jovem em sua ascensão, mas logo desistiu da empreitada. Ele então encontrou-se com Basílio II e recebeu o perdão imperial. Nada mais se sabe sobre ele até 1022, quando, junto com o general Nicéforo Xífias, lançou outra rebelião. A revolta adquiriu amplo apoio, mas mal-entendidos entre os dois líderes levaram ao assassinado de Focas por Xífias em 15 de agosto de 1022. A rebelião colapsou rapidamente depois disso.

## Biografia

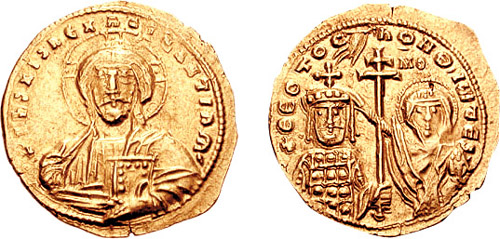
Histameno de r.

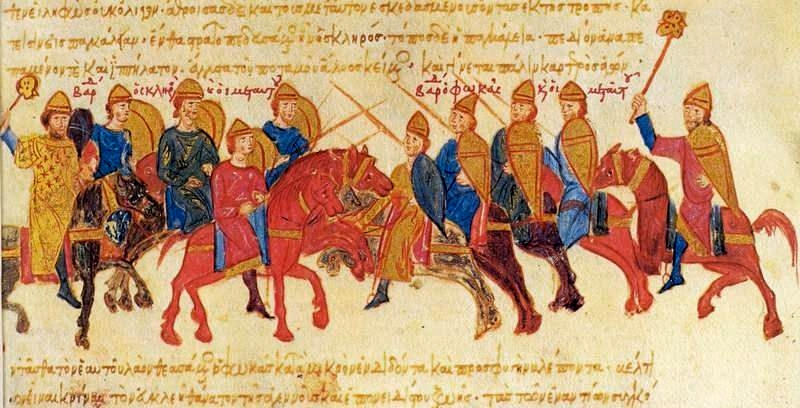
Confronto entre os exércitos de Bardas Esclero e segundo iluminura do Escilitzes de Madri

Nicéforo Focas Baritráquelo era um filho do general Bardas Focas, o Jovem, e tinha um irmão mais velho, Leão. Na primavera de 970, após o assassinado do tio-avô de Baritráquelo, o imperador Nicéforo II Focas (r. 963–969) por João I Tzimisces (r. 969–976), seu pai tentou começar uma rebelião contra o novo regime na base da família na Capadócia. Tzimisces enviou seu tenente Bardas Esclero contra Bardas Focas. Esclero foi capaz de seduzir muitos dos apoiantes de Focas, até ele ser forçado a render-se. Embora não explicitamente mencionado nas fontes, Nicéforo provavelmente compartilhou da fortuna de seu pai, sendo exilado para a ilha egeia de Quios com o resto de sua família.

### Papel nas revoltas de Bardas Focas e Bardas Esclero
Em 978, após a morte de Tzimisces e a ascensão de Basílio II Bulgaróctono (r. 976–1025), Bardas Focas foi reconvocado para liderar as tropas imperiais contra seu antigo rival Bardas Esclero, que tinha se rebelado e tomado controle de muito da Ásia Menor. Após alguns reveses, as forças lealistas sob Focas conseguiram uma vitória na primavera de 979, forçando Esclero a fugir para os vizinhos muçulmanos do império, encontrando refúgio na corte buída em Bagdá. Em 987, contudo, Bardas Esclero foi libertado de Bagdá e tentou começar outra revolta. Ele contatou Bardas Focas para um compromisso comum contra Basílio II, mas Focas enganou e prendeu Esclero, antes de finalmente lançar sua própria revolta para proclamar-se imperador em agosto/setembro de 987.
É aqui que Nicéforo é nomeado pela primeira vez nas fontes: seu pai enviou-o para Davi III de Tao (r. 966–1000) para assegurar apoio militar, e para confrontar o general lealista Gregório Taronita, que tinha aportado na retaguarda dos Focas em Trebizonda e tinha organizado um exército de armênios nas províncias orientais. Nicéforo assegurou 1 000 soldados georgianos de Davi e derrotou Taronita, mas logo ficou ciente da derrota e morte de seu pai na batalha de Abidos em 13 de abril de 989. O falecimento de Bardas Focas levou ao colapso imediato da rebelião: os georgianos retornaram para seu país, e as tropas de Nicéforo dispersaram para seus lares. Nicéforo fugiu para a fortaleza de Tiropoião, onde sua mãe residia e onde o aprisionado Bardas Esclero foi mantido. Junto com seu irmão Leão, Nicéforo agora apoiou a candidatura de Esclero como imperador, mas o último, velho e cansado, preferiu desistir de lutar e submeteu-se ao imperador em troca de clemência. Como Bardas Esclero, Nicéforo recebeu o perdão imperial, e a ele foi concedida a permanência de seus privilégios. Leão, por outro lado, tentou resistir de sua base em Antioquia, mas os habitantes da cidade renderam-se para Basílio.

### Rebelião com Nicéforo Xífias e morte

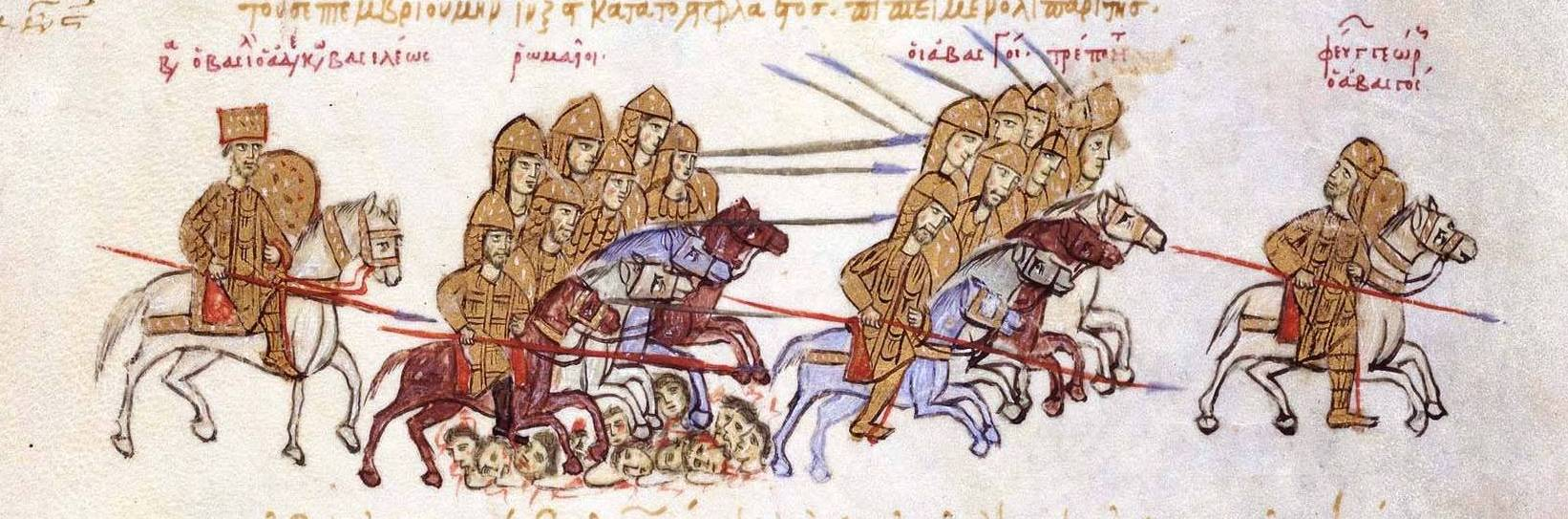
Basílio II (extrema esquerda) derrota os georgianos de Jorge I (extrema direita), miniatura do Escilitzes de Madri

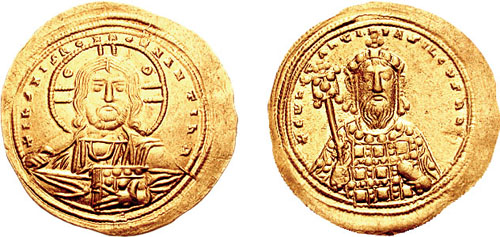
Histameno de r.

Nada se sabe sobre Nicéforo Focas Baritráquelo até o verão de 1022, quando conspirou com o general Nicéforo Xífias contra Basílio II, que desde a primavera tinha se envolvido em uma campanha contra o rei da Geórgia Jorge I (r. 1014–1027). Os dois conspiradores pretendiam derrubar Basílio para então um deles substituí-lo, embora a questão de quem teria precedência foi mal-resolvida, e levaria a rápida queda da rebelião. Embora Xífias mantivesse o prestigioso posto de estratego do Tema da Anatólia e Focas mantivesse posição alguma, mas o título de patrício, segundo relatado pelo  historiador árabe cristão contemporâneo Iáia de Antioquia, grandes quantidades de aristocratas reuniram-se diante dele devido a influência de sua família, provocando a inveja de Xífias.
A rebelião dos dois homens foi particularmente ameaçadora para o imperador, pois ela tomou controle sobre a Capadócia e ameaçou cortar sua retaguarda e deixá-lo preso entre dois inimigos. De fato, diz-se que os conspiradores teriam estado em contato com Jorge I com este objetivo. Basílio primeiro retirou-se para a segurança da fortaleza de Mazdata, e segundo João Escilitzes enviou um emissário para os líderes rebeldes para semear a discórdia entre eles, enquanto segundo Iáia, o imperador nomeou Teofilacto Dalasseno como novo governador do Tema da Anatólia e enviou-o para suprimir a revolta. Se o emissário concluiu seu objetivo é incerto, mas em 15 de agosto de 1022, Xífias organizou um encontro com Focas, onde o último foi assassinado por um dos servos de Xífias. As fontes armênias, duvidosamente, relatam que Focas foi morto pelo rei de Vaspuracânia, Senequerim-João (r. 1003–1021), ou seu filho Davi, ou um dos apoiantes deles. A cabeça decepada de Nicéforo foi enviado para Basílio, que colou-a em uma estava e a exibiu publicamente em Mazdata.
Após a morte de Focas, a rebelião colapsou, e Xífias foi preso e forçado a tornar-se monge. Libertado da ameaça em sua retaguarda, Basílio II rapidamente e decisivamente derrotou Jorge I, e impôs seus termos sobre ele. Os outros apoiantes da conspiração foram presos e libertados em 1025, após a morte de Basílio II e a sucessão por seu irmão mais jovem, Constantino VIII (r. 1025–1028). Em 1026, contudo, Constantino VIII acusou o último membro sobrevivente da uma vez grande família, Bardas Focas (possivelmente um filho ou sobrinho de Nicéforo Baritráquelo), de conspirar contra o trono, e ele foi cegado.